# شهرستان هانیشینا، ناگانو

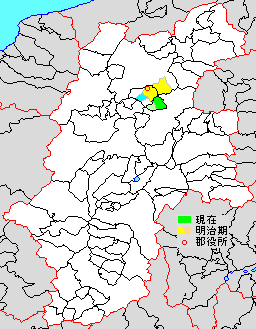
شهرستان هانیشینا

شهرستان هانیشینا (انگلیسی: Hanishina District, Nagano) یکی از شهرستان‌های ژاپن است که در استان ناگانو در ژاپن واقع شده‌است. در سال ۲۰۰۵ جمعیت این شهرستان ۱۶٬۷۴۲ و مساحت آن ۵۳٫۶۴ کیلومتر مربع بوده‌است.